# Vila Steensballe Otto din Câmpina
Vila Steensballe Otto este un monument istoric situat pe strada Mărășești nr. 18 din Câmpina, județul Prahova. Spre sfârșitul anilor 1960, vila a devenit sediul primăriei orașului, care a funcționat acolo până în anul 2004, când s-a mutat în actualul sediu de la „Casa cu grifoni”.